# Quận Montgomery, North Carolina
Quận Montgomery là một quận tọa lạc trong bang Bắc Carolina, Hoa Kỳ.  Tại thời điểm năm 2000, quận có dân số 26.823 người. Quận lỵ đóng ở Troy6. 
Quận được lập ngày năm 1779 từ quận Anson. Quận được đặt tên theo Richard Montgomery, một vị tướng trong chiến tranh cách mạng Mỹ tử trận năm 1775 khi cố chiếm Quebec City, Canada.  
Năm 1841, khu vực đất của quận Montgomery ở phía tây sông Pee Dee đã trở thành quận Stanly.

## Địa lý
Theo Cục điều tra dân số Hoa Kỳ, quận Montgomery có tổng diện tích 502 dặm Anh vuông (1.299 km²), trong đó, 492 dặm Anh vuông (1.273 km²) là diện tích đất và 10 dặm Anh vuông (26 km²) trong tổng diện tích (2,00%) là diện tích mặt nước.  Quận này nằm giữa rừng quốc gia Uwharrie.

### Các thị trấn
Quận được chia thành 7 thị trấn: Biscoe, Candor,  Mount Gilead, Star, Troy.

### Các quận giáp ranh
- Quận Randolph, Bắc Carolina - Đông bắc
- Quận Moore, Bắc Carolina - Đông
- Quận Richmond, Bắc Carolina - Nam
- Quận Stanly, Bắc Carolina - Tây
- Quận Davidson, Bắc Carolina - Tây bắc

### Các khu bảo tồn quốc gia
- Rừng quốc gia Uwharrie (một phần)

## Thông tin nhân khẩu
Theo cuộc điều tra dân số2 tiến hành năm 2000, quận này có dân số 26.822 người, 9.848 hộ, và 7.189 gia đình sinh sống trong quận này. Mật độ dân số là 55 người trên mỗi dặm Anh vuông (21/km²). Đã có 14.145 đơn vị nhà ở với một mật độ bình quân là 29 trên mỗi dặm Anh vuông (11/km²).  Cơ cấu chủng tộc của dân cư sinh sống tại quận này gồm 69,07% người da trắng, 21,84% người da đen hoặc người Mỹ gốc Phi, 0,40% người thổ dân châu Mỹ, 1,61% người gốc châu Á, 0,04% người các đảo Thái Bình Dương, 5,75% từ các chủng tộc khác, và 1,29% từ hai hay nhiều chủng tộc.  10,43% dân số là người Hispanic hoặc người Latin thuộc bất cứ chủng tộc nào.
Có 9,848 hộ trong đó có 31,00% có con cái dưới tuổi 18 sống chung với họ, 55,60% là những cặp kết hôn sinh sống với nhau, 12,40% có một chủ hộ là nữ không có chồng sống cùng, và 27,00% là không gia đình. 24,10% trong tất cả các hộ gồm các cá nhân và 10,70% có người sinh sống một mình và có độ tuổi 65 tuổi hay già hơn.  Quy mô trung bình của hộ là 2,61 còn quy mô trung bình của gia đình là 3,080,
Phân bố độ tuổi của cư dân sinh sống trong huyện là 24,90% dưới độ tuổi 18, 9,00% từ 18 đến 24, 28,50% từ 25 đến 44, 23,60% từ 45 đến 64, và 14,00% người có độ tuổi 65 tuổi hay già hơn.  Độ tuổi trung bình là 37 tuổi. Cứ mỗi 100 nữ giới thì có 102,60 nam giới. Cứ mỗi 100 nữ giới có độ tuổi 18 và lớn hơn thì, có 100,60 nam giới.
Thu nhập bình quân của một hộ ở quận này là $32.903, và thu nhập bình quân của một gia đình ở quận này là $39.616, Nam giới có thu nhập bình quân $27.832 so với mức thu nhập $21.063 đối với nữ giới. Thu nhập bình quân đầu người của quận là $16.505, Khoảng 10,90% gia đình và 15,40% dân số sống dưới ngưỡng nghèo, bao gồm 19,50% những người có độ tuổi 18 và 17,80% là những người 65 tuổi hoặc già hơn.

## Thành phố và thị xã
- Biscoe
- Candor
- Mount Gilead
- Star
- Troy

## Các cộng đồng không hợp nhất
- Black Ankle
- Ether
- Okeewemee
- Ophir
- Pee Dee
- Steeds
- Windblow